# Gilbert (kardynał S. Marco)
Gilbert (zm. 1150) – kardynał mianowany przez papieża Innocentego II w marcu 1142 roku. 
Na temat jego pochodzenia nie wiadomo nic. Inskrypcja w rzymskim kościele San Marco z 1154 roku tytułuje go magistrem, co wskazuje, że prawdopodobnie ukończył studia prawnicze lub teologiczne. W Kolegium Kardynalskim był początkowo kardynałem diakonem S. Adriano, ale w grudniu 1143 Celestyn II promował go do rangi kardynała prezbitera S. Marci. Podpisywał bulle papieskie między 23 marca 1142 a 6 maja 1149. Około roku 1143 był legatem w Umbrii. Zmarł najprawdopodobniej w roku 1150.